# Gustave Cohen
Gustave David Cohen (Saint-Josse-ten-Noode, 24 dicembre 1879 – Parigi, 10 giugno 1958)  è stato uno storico della letteratura francese e del teatro medievale, oltre che una sorta di impresario teatrale egli stesso.
Nato in Belgio in una famiglia ebraica, da padre francese e madre belga, Gustave Cohen abbracciò con entusiasmo la nazionalità paterna, mosso da un fervente patriottismo e da un profondo trasporto emozionale e intellettuale per l'eredità culturale di quella che egli chiamava «la France éternelle», espressione con cui soleva riferirsi a una tradizione culturale dispiegatasi senza interruzioni fin dal Medioevo.
E proprio per l'età media, da lui considerata simbolo di una superiore civiltà francese, Cohen coltivò una particolare predilezione, dedicandosi soprattutto alla storia della letteratura medievale francese e alla storia del teatro medievale. Nonostante questo specifico interesse, Cohen disponeva comunque di una vastissima padronanza culturale ed erudita, che spaziava dal greco antico, alle forme della cultura e dell'arte medievale, alla filologia, e alla letteratura francese, sull'ampio sviluppo diacronico di secoli, dalla letteratura francese del Medioevo fino al XX secolo, a lui contemporaneo.
I momenti forti della sua vita, l'Affaire Dreyfus, la valorosa partecipazione alla Grande Guerra, l'esilio e il vigoroso attivismo patriottico culturale durante le pagine buie dell'occupazione tedesca e del secondo conflitto mondiale, fanno della sua peculiare figura quella di un «intellettuale pubblico».
Gustave Cohen fu decorato con il grado di Commandeur della Legion d'Honneur.
Con un percorso spirituale partito dalle originarie radici ebraiche, Gustave Cohen maturò peesto (già nei primi anni trenta) la risoluzione di convertirsi al cattolicesimo. Questa sua decisione fu messa in pratica solo alla maturità, nel dicembre 1943, già sessantaquattrenne, quando, alla presenza di Jacques Maritain, ricevette in un solo giorno battesimo e prima comunione, sacramenti impartiti dal domenicano Joseph-Vincent Ducatillon, suo amico e collega in facoltà.

## Biografia
Gustave Cohen nacque da genitori di origine ebraica, figlio di padre francese, un industriale della carta originario di Marsiglia, e di madre belga,. La famiglia si era trasferita nei Paesi Bassi dopo che l'attività del padre, nei pressi di Parigi, era andata in rovina, travolta dalla guerra franco-prussiana negli anni 1870-1871.

### Studi e carriera
Cohen compì gli studi liceali nell'area di Bruxelles, presso l'Athénée Royal d'Ixelles, fondato nel 1883 in rue Jacquelart (poi rue de l'Athénée). Iniziò gli studi di legge all'Università di Bruxelles e viaggiò molto, raggiungendo anche l'Africa. Il corso dei suoi studi superiori, inizialmente indirizzato nel campo del diritto, mutò immediatamente nel 1903, subito dopo aver ricevuto il titolo dottorale all'Università di Bruxelles. L'interesse di Cohen si rivolse, infatti, agli ambiti a lui più congeniali della filologia romanza e della letteratura francese, allievo del filologo Maurice Wilmotte all'Università di Liegi. Nel 1906 conseguì un dottorato in letteratura discutendo una tesi sulla messa in scena nel teatro religioso medievale. Dal 1906 al 1909 tenne corsi di letteratura francese all'Università di Lipsia.
Nel 1909 ottenne la Licence all'Università di Lione. Da allora, per tre anni, Cohen insegnò all'Institut Schweitzer, all'interno dell'École des sciences sociales, prospiciente la Sorbona, mentre frequentava la sezione dell'École pratique des hautes études presso la Sorbona, trovando prestigiosi mentori in figure di romanisti e medievisti come Joseph Bédier, Gustave Lanson, Gaston Paris, Paul Meyer. Quindi andò a occupare, dal 1912 al 1919, la cattedra universitaria di lingua e letteratura francese appena creata all'Università di Amsterdam, unico docente di queste materie, di cui aveva una padronanza tale da permettergli di coprirne l'insegnamento in tutta l'estensione diacronica e disciplinare.

### Partecipazione alla prima guerra mondiale
Come tanti ebrei di origine straniera, si arruolò volontario nell'esercito francese durante la prima guerra mondiale: fu inquadrato nel 46e régiment d'infanterie de ligne dapprima come aspirant e quindi come sous-lieutenant; fervente patriota, Cohen fu gravemente ferito in combattimento per nove volte sul fronte occidentale, tanto da meritarsi, alla fine del conflitto, una decorazione al merito conferitagli personalmente dal maresciallo di Francia Philippe Pétain.
Cohen usciva dalla prima guerra mondiale con il rango di Grand Mutilé de guerre, e dovette convivere, per tutto il resto della vita, con le sofferenze e gli strascichi di quelle che egli, con orgoglio patriottico, chiamava le «gloriose ferite».

### Primo dopoguerra
Nel 1919, con la ratifica del Trattato di Versailles, Strasburgo e l'Alsazia erano tornati possedimenti della Francia e Cohen fu allora nominato alla cattedra di storia della letteratura medievale all'Università di Strasburgo, che tenne dall'ottobre del 1919 fino al 1924 contemporaneamente a due supplenze alla Sorbona nel 1922 e nel 1924.
La carriera accademica lo portò infine a Parigi: maître de conférences dal 1925, Cohen ricoprì da quell'anno, e fino al 1948, la prestigiosa cattedra di letteratura medievale alla Sorbona, al fianco di docenti come Marc Bloch (al quale lo accomunava l'intenso trasporto patriottico) e Henri Focillon. Alla Sorbona Cohen lasciò un vivido ricordo della sua appassionata dedizione all'insegnamento: le sue lezioni, connotate dal carisma e dalla teatralità della sua figura di docente, erano ambitissime e attiravano frotte di studenti, tra i quali vi erano personaggi che avrebbero acquisito grande notorietà, come Roland Barthes, Jacques Chailley e Marcel Schneider.
Per condurre le sue lezioni si serviva spesso di percorsi storici, a piedi per strade e quartieri di Parigi con il séguito dei suoi allievi. La permanenza a Parigi fu interrotta per quattro anni durante l'occupazione nazista, quando Cohen fu costretto a lasciare la capitale per rifugiarsi inizialmente in Francia meridionale, dove si sostentò, finanziariamente e psicologicamente, tenendo corsi su Christine de Pizan e Giovanna d'Arco, e cercando anche, con il suo proverbiale patriottismo, di instillare nei suoi allievi la fermezza d'animo delle due eroine medievali. Presto la situazione politica precipitò ema tal punto da rivelarsi insostenibile: per questo, suo malgrado, dovette abbandonare il paese per raggiungere da esule gli Stati Uniti d'America. Nell'autunno del 1940, nonostante i trascorsi patriottici e i meriti acquisiti in guerra, Cohen era stato anche rimosso dalla cattedra parigina, causa la deriva antisemita della politica collaborazionista varata dal governo di Vichy del maresciallo Philippe Pétain.

### Esperienze culturali durante l'esilio americano:École libre des hautes étudesePontigny-en-Amerique
Nel 1941, vivendo a New York, fu visiting professor all'Università Yale e quindi alla École libre des hautes études di New York(rifugio degli intellettuali francesi esuli durante la seconda guerra mondiale), scuola della quale, peraltro, era uno dei fondatori, con Jean Wahl e con il sostegno di Jacques Maritain e Henri Focillon. Di quell'istituzione culturale, di cui Maritain fu presidente onorario, Cohen assunse la carica di presidente, mentre Raymond de Saussure ne fu segretario generale.
Raccogliendo un'intuizione di Helen Elizabeth Patch (docente di francese al Mount Holyoke College e già sua allieva alla Sorbona) Cohen, insieme a Jean Wahl, fu l'animatore di Pontigny-en-Amerique, un sodalizio culturale sorto dapprima come sessione estiva della École libre des hautes études, ma che si propose in seguito come continuazione diretta e ideale della tradizione delle Décades de Pontigny, sospese per l'occupazione tedesca della Francia, delle quali Cohen, anche se non figura centrale, era stato comunque protagonista negli anni venti e trenta quale stretto collaboratore di Paul Desjardins. La reviviscenza americana degli incontri di Pontigny fu battezzata dai suoi partecipanti con il nome affettuoso di Pont-Holyoke: l'esperienza durò fino al 1944, quando la piega favorevole presa dalla guerra fece maturare le condizioni oer un rientro in patria e determinò la dispersione del sodalizio.

### Ritorno in Francia e secondo dopoguerra
Non appena la parentesi dell'occupazione nazista e del collaborazionismo ebbe fine, si affrettò a tentare il rientro in Francia, passando prima per Algeri, dove si trovava già nella primavera del 1944 (disertando quell'anno gli incontri di Mount Holyoke, sacrificati all'ansia del ritorno in patria).
Al ritorno in Francia, si racconta di come abbia ripreso i corsi forzosamente interrotti molti anni prima andando a occupare la sua consueta e prediletta posizione, alle spalle degli studenti disposti sui vari ordini dei gradoni dell'anfiteatro accademico della Sorbona: da lì, come nulla fosse accaduto, dopo lunghi anni di assenza forzata, Cohen esordì con una frase memorabile, «Come stavo dicendo...», chiaranente ispirata al dicebamus externa die che la tradizione accademica attribuisce a Luis de León, quando questi fu restituito all'insegnamento dalla sua cattedra all'Università di Salamanca dopo una vicenda di allontanamento forzato.

### Studi sul teatro medievale
Nel 1931, sulla storia del teatro, pubblicò per Les Belles Lettres l'importante lavoro dal titolo La Comédie latine en France au XIIe siècle: era il frutto di un intenso periodo di ricerca documentale che aveva impegnato per sette anni Cohen e un gruppo di altri studiosi, nella ricerca metodica dei manoscritti di rappresentazioni teatrali francesi in latino medievale. I suoi due volumi, corredati da un'ampia introduzione, raccoglievano 15 commedie elegiache in traduzione francese con testo critico a fronte. Nella sua Introduction, confutando Edmond Faral, Cohen sosteneva la genuina volontà degli autori nella loro dichiarazione di volersi ispirare ai modelli classici, e della loro intenzione di produrre delle vere commedie.
Cohen era convinto che le antiche origini della commedia francese fossero da ricercare nelle tradizioni popolari, nel retaggio del teatro latino di Plauto, e nelle produzioni più leggere e meno liturgiche del dramma religioso. Egli, ad esempio, rintracciava l'influenza diretta di Plauto in Vitale di Blois, e le sue due commedie elegiache Geta (1150 ca.) e Aulularia (1175 ca.) entrambe derivate da due commedie plautine, rispettivamente l'Amphitryon e l'Aulularia.
Si deve a lui, inoltre, la raccolta di 53 farse francesi, molte delle quali del XV secolo, che egli aveva trascritte da un copione a stampa pubblicato in tre serie intorno al 1540. Le farse furono pubblicate nel 1949 a cura della Mediaeval Academy of America.

#### Les Théophiliens
Nel 1933 fondò la compagnia teatrale Les Théophiliens, così chiamata dalla rappresentazione del Miracle de Théophile di Rutebeuf, con cui diede inizio alla propria attività il 7 maggio 1933, nella sala Louis-Liard, che alla Sorbona era dedicata alla discussione delle tesi di laurea.
Presso i Théophiliens, la messa in scena era affidata a René Clermont. Il gruppo acquisì notorietà internazionale per la moderna messa in scena di opere del teatro medievale e Cohen si guadagnò fama di divulgatore, anche se diede sempre mostra di non gradire molto questa etichetta nelle occasioni in cui gli veniva attribuita. Alcuni di questi moderni adattamenti dal teatro medievale furono da lui destinati alla pubblicazione, accompagnati da notevoli apparati sui costumi di scena e sull'allestimento: all'iniziale Le Miracle de Théophile, pubblicato nel 1933, fecero seguito nel 1935 Le Jeu d'Adam et Ève e Le Jeu de Robin et Marion.
L'atto di nascita dei Théophiliens, con la sottesa volontà di riportare in vita l'eredità culturale del teatro medievale attraverso una sperimentazione letteraria, si lega a un aneddoto semi-leggendario, ricordato più volte dallo stesso Cohen: una sua reazione teatrale e rabbiosa, durante una lezione nell'amphithéâtre Descartes della Sorbona, di fronte all'apatia che traspariva dai volti degli studenti, alle prese con le asperità del testo di Rutebeuf. In quell'occasione, Cohen, con la consueta espressiva teatralità, reagì all'apatia facendo risuonare nell'aula queste parole: «Nos amphithéâtres n'ont pas été créés pour la dissection des cadavres, mais pour la résurrection des morts» («I nostri anfiteatri non sono stati creati per la dissezione dei cadaveri, ma per la resurrezione dei morti!»), una frase che, come egli stesso ricorda, fu poi messa in musica da alcuni allievi, con malizioso spirito goliardico.

### Gli ultimi anni e la conversione al cristianesimo
La qualità della vita di Cohen fu sempre minata dagli strascichi delle «gloriose ferite» subite in guerra, le cui sofferenze si riacutizzarono dal 1945. Negli ultimi anni della sua vita, il suo attivismo culturale dovette così fare i conti con l'intensificarsi dei problemi di salute che lo costrinsero spesso a letto. Nonostante queste avversità, Cohen si dedicò in quegli anni alla pubblicazione di diversi saggi di taglio divulgativo o alla riedizione dei suoi primi lavori, a volte sotto un diverso titolo.
Nel 1950 gli fu dedicato un Festschrift, Mélanges d'histoire du Théâtre du moyen-âge et de la renaissance offerts à Gustave Cohen, una raccolta miscellanea di contributi scientifici sul teatro medievale e rinascimentale.

#### Atteggiamento nei confronti della religione
Gustave Cohen proveniva da una famiglia di origini ebraiche, ma poco avvezza alla pratica del culto. La madre, servendosi di un vecchio libro bilingue di preghiere, si provò a impartire i rudimenti della religione ma le sue velleità si arresero presto di fronte all'indifferenza del giovane, culminata in un aneddoto che egli stesso si compiaceva di narrare: un giorno, alla domanda «Qui êtes-vous, mon enfant?» (Chi siete, bambino mio?), egli rispose sfoderando una stolida e meccanica ripetizione di una formula appresa: « Je suis un ou une jeune Israélite » (Io sono un giovane o una giovane Israelita).
Crebbe così al di fuori di ogni pratica religiosa e cultuale, in uno stato di agnosticismo che non gli impedì, tuttavia, di divenire un frequentatore abituale delle messe domenicali alla Cathédrale Sainte Gudule de Bruxelles, in cui si recava per motivi extra-religiosi, volendo godere dell'emozione procuratagli dall'ascolto della musica sacra, e del fascino che promanava dai colori delle casule e dalla ieratica solennità dei gesti liturgici rituali degli officianti.
Fu in occasione dell'adattamento del Miracle de Théophile di Rutebeuf, nel 1933, che iniziò ad avvertire come «la fede [...] entrava in me progressivamente fino al midollo».
Negli anni 1933-1935, la sua aspirazione spirituale si era già cristallizzata in una decisione definitiva di conversione, ma fu solo nella maturità, a 64 anni, che essa si concretizzò. Nel dicembre 1943, alla presenza di Jacques Maritain, ricevette insieme il battesimo e la prima comunione: a impartirgli i sacramenti fu un suo amico, il domenicano Joseph-Vincent Ducatillon, da lui frequentato in facoltà.

### Eredità e riconoscimenti
Il 5 dicembre 1927 fu eletto socio della Académie royale de Belgique, associato alla Classe accademica di Lettere e Scienze morali e politiche. Dal 1951 fu socio corrispondente della Mediaeval Academy of America.
Nel 1933, all'Università di Amsterdam, Gustave Cohen fondò la Maison Descartes, sede dell'Institut français des Pays-Bas, con cui si proponeva, lui che in Francia non era nato, di promuovere la cultura francese nei Paesi Bassi. Si trattava dell'unico istituto di cultura straniera presente ad Amsterdam. Nell'Istituto è stato collocato un busto in onore del fondatore.
Gustave Cohen fu decorato con il grado di Commandeur de la Légion d'Honneur.
Manoscritti, carteggi, e lettere, dal 1914 al 1936, sono confluite nel patrimonio archivistico di Francia per donazione dello stesso Cohen, nel 1938. Sono conservati dagli Archives nationales de France sotto la descrizione 59AP. COHEN (Gustave).

## Opere
- Histoire de la mise en scène dans le théâtre religieux français du moyen âge, H. Champion, 1906
  - 2e édition, 1926. Nouvelle edition, revue et augmentée, Parigi, 1951.
- Rabelais et le théâtre, Champion, 1911
- Mystères et moralités du manuscrit 617 de Chantilly, Champion, 1920 (ora Nabu press, 2010, ISBN 978-1-141-88518-3. Edizione di tutte le opere da un manoscritto quattrocentesco, copiato in un convento carmelitano a Huy, ora al Musée Condé)
- Écrivains français en Hollande dans la première moitié du XVIIe siècle, Champion, 1921
- Ronsard, sa vie et son œuvre, Boivin, 1924
- Le livre de conduit du régisseur et le compte de dépenses pour le Mystère de la Passion, 1925
- Le théâtre en France au Moyen Âge, profane et religieux, Rieder, 1928, 1931
- La Comédie latine en France au XIIe siècle, Les Belles Lettres, 1931
- Un grand romancier d'amour et d'aventure du XIIe siècle: Chrétien de Troyes et son œuvre, Boivin, Paris, 1931
- Le Champfleury de Geoffroy Tory, Charles Bosse, 1932
- Essai d'explication du Cimetière marin, Gallimard, 1933: trad. it., a cura di Giuseppe Grasso, Chieti, Solfanelli, 2019
- Le Miracle de Théophile, Delagrave, 1933
- Le Jeu d'Adam et Ève, Delagrave, 1935
- Le Jeu de Robin et Marion, Delagrave, 1935
- (con Louis Réau), Art du moyen âge : arts plastiques, art littéraire et la civilisation française, Paris : La renaissance du livre, 1935
- Lettres aux Américains, Montréal, Éditions de l'arbre, 1942
- La Grande Clarté du Moyen Âge, New York, Maison française d'édition, 1943
- Anthologie de la littérature française au Moyen Âge, Delagrave, 1946
- Ceux que j'ai connus, Montréal, Éditions de l'arbre, 1946
- Ronsard - Oeuvres complètes, texte établi et annoté par Gustave Cohen, Bibliothèque de la Pléiade, 2 volumi (IXX e XX), Gallimard, 1950
- Le Théâtre français en Belgique au moyen âge, La Renaissance du Livre, Bruxelles, 1953

Traduzioni
- Eduard Hanslick, The Beautiful in Music: A Contribution to the Revisal of Musical Aesthetics, Londra: Novello & Co., 1891